# Polidevk (luna)
Polidevk (grško Πολυδεύκης: Polideúkes) je zelo majhen Saturnov notranji pravilni naravni satelit. Nahaja se v Lagrangeevi točki L5, ki se nahaja 60º za luno Diono, torej je Polidevk Trojanec lune Dione. V Lagrangeevi točki L4 se nahaja drugi Trojanec, to je luna Helena.

## Odkritje in imenovanje
Luno Polidevk je odkrila skupina Cassini Imaging Science Team 24. oktobra leta 2004 
na slikah, ki so jih posneli že 21. oktobra istega leta ,.
Prvotno so jo označili z začasnim imenom S/2004 S 5.  Znana je tudi kot Saturn XXXIV.
Uradno ime je dobila 21. januarja 2005  po Polidevku iz grške mitologije (drugo ime za Poluksa, ki je bil dvojček Kastorja).

## Tirnica
Od vseh Trojancev v sistemu Saturna se luna Polidevk najbolj oddalji od Lagrangeeve točke. Libracija jo premakne za 31,4 º proč od lune Dione in za 26,1 º proti njej v času vsakih 790,931 dni. Zaradi tega se polmer njene tirnice spreminja tudi za 7660 km v odnosu do lune Dione.